# 이정현 (댄스스포츠 선수)
이정현은 대한민국의 댄스스포츠 선수다.

## 방송
- 댄싱 위드 더 스타 3 (2013) - 3위

## 수상
- 제5회 코리아 마스터즈컵 댄스스포츠대회 프로페셔널 라틴 부문 1위 (2011)